# Gram Parsons
Gram Parsons, właśc. Ingram Cecil Connor III; ur. 5 listopada 1946, zm. 19 września 1973) – amerykański muzyk uznany za pioniera country rocka i americany.

## Życiorys
Pochodził z zamożnej rodziny. Zachwycony koncertem Elvisa Presleya, w wieku dziewięciu lat zainteresował się muzyką i niedługo później sam zaczął występować. W okresie licealnym był frontmanem w kilku zespołach, m.in. The Pacers i The Legends. Studiował na Harvard University, jednak po pierwszym semestrze porzucił szkołę i wyprowadził się do Nowego Jorku, gdzie kontynuował działalność muzyczną. W 1966 stanął na czele zespołu International Submarine Band, który rozpadł się po wydaniu jednego albumu.
W 1968 przez na kilka miesięcy grał na instrumentach klawiszowych z zespołem The Byrds, z którym wydał album pt. Sweetheart of the Rodeo, po latach uznawany przez wielu krytyków za jedną z najlepszych płyt rockowych wszech czasów. W tym czasie zaczął tworzyć we własnym stylu muzycznym, który nazwał „cosmic American music”.
Po rozstaniu z formacją utworzył grupę Flying Burrito Brothers, z którą wydał dwa albumy. Po usunięciu z zespołu w 1970 podjął próbę nagrania solowego albumu. Następnie przebywał we Francji, gdzie mieszkał razem z Keithem Richardsem. W tym czasie towarzyszył zespołowi The Rolling Stones w trasie po Wielkiej Brytanii, a także uczestniczył w nagraniach albumu grupy pt. Exile on Main Street. Po powrocie do USA nawiązał współpracę z Emmylou Harris, która wspomogła go wokalnie na debiutanckiej solowej płycie. W 1973 wydał album pt. GP, a rok później – płytę pt. Grievous Angel. Założył także własny zespół The Fallen Angels. Wywarł ogromny wpływ na rozwój country rocka.
Zmarł 19 września 1973 w wyniku uzależnienia od alkoholu i narkotyków.

## Dyskografia
| 1968                           | Safe at Home (International Submarine Band)                                                                   | —   | —  |
| 1968                           | Sweetheart of the Rodeo (The Byrds)                                                                           | 77  | —  |
| 1969                           | The Gilded Palace of Sin (Flying Burrito Brothers)                                                            | 164 | —  |
| 1970                           | Burrito Deluxe (Flying Burrito Brothers)                                                                      | —   | —  |
| 1973                           | GP | —   | —  |
| 1974                           | Grievous Angel                                                                                                | 195 | —  |
| 1976                           | Sleepless Nights (Gram Parsons & the Flying Burrito Brothers)                                                 | 185 | —  |
| 1979                           | Early Years (1963–1965)                                                                                       | —   | —  |
| 1982                           | Live 1973 (Gram Parsons and the Fallen Angels)                                                                | —   | —  |
| 1987                           | Dim Lights, Thick Smoke and Loud Loud Music (Flying Burrito Brothers)                                         | —   | —  |
| 1995                           | Cosmic American Music                                                                                         | —   | —  |
| 2001                           | Another Side of This Life: The Lost Recordings of Gram Parsons                                                | —   | —  |
| 2001                           | Sacred Hearts & Fallen Angels: The Gram Parsons Anthology                                                     | —   | —  |
| 2006                           | The Complete Reprise Sessions                                                                                 | —   | —  |
| 2007                           | Gram Parsons Archives Vol.1: Live at the Avalon Ballroom 1969 (Gram Parsons with the Flying Burrito Brothers) | —   | 45 |
| "—" pozycja nie była notowana. | |     |    |